# الكعكة اللازبة
الكعكة اللازبة(ملاحظة 1) هي كعكة شكلاطة سويدية مشهورة. تتمتع هذه الكعكة بسطح خارجي هش ومقرمش، ومن الداخل ناعمة ولزجة. هذا التصميم لكعكة الشكلاطة يشبه كعكة الشكلاطة البنية، وكعكة الشكلاطة الذائبة.

## المكونات
مكوناتُ صنع هذه الكعكة هي:
- الدقيق

- الزبدة

- البيض

- السكر

- الفانيليا

- مسحوق الكاكاو

## الفروقات
إن الاختلاف الرئيس بين كعكة الكَلَدْكَاكَة وأي كعكة أخرى هو نقص مسحوق الخبز، وتُؤكل مع القشدة المخفوقة ومثلجات الونيلية والتوت البري المجفف.

## الأصل
إن أصل هذه الكعكة غير مؤكد، حيث تقول إحدى النظريات أنها نشأت خلال الحرب العالمية الثانية، عندما كان من الصعب الحصول على مسحوق الخبز في السويد.

## علم أصول الكلمة
الكلمة مشتقة من الكلمة السويدية  كلادينغ (kladdig) والتي تعني لزج أو فوضوي. حدد يوم 7 نوفمبر يومًا للكعكة منذ عام 2008.

## أنظر أيضا
- كعكة الحمم

## هوامش
- ملاحظة 1 وتُسمَّى كعكة كَلَد أو كَلَدْكعكة أو كَلَدْكَاكَة (وتعني كعكة الشكلاطة اللزجة)